# Francesc Lozano i Sanchis

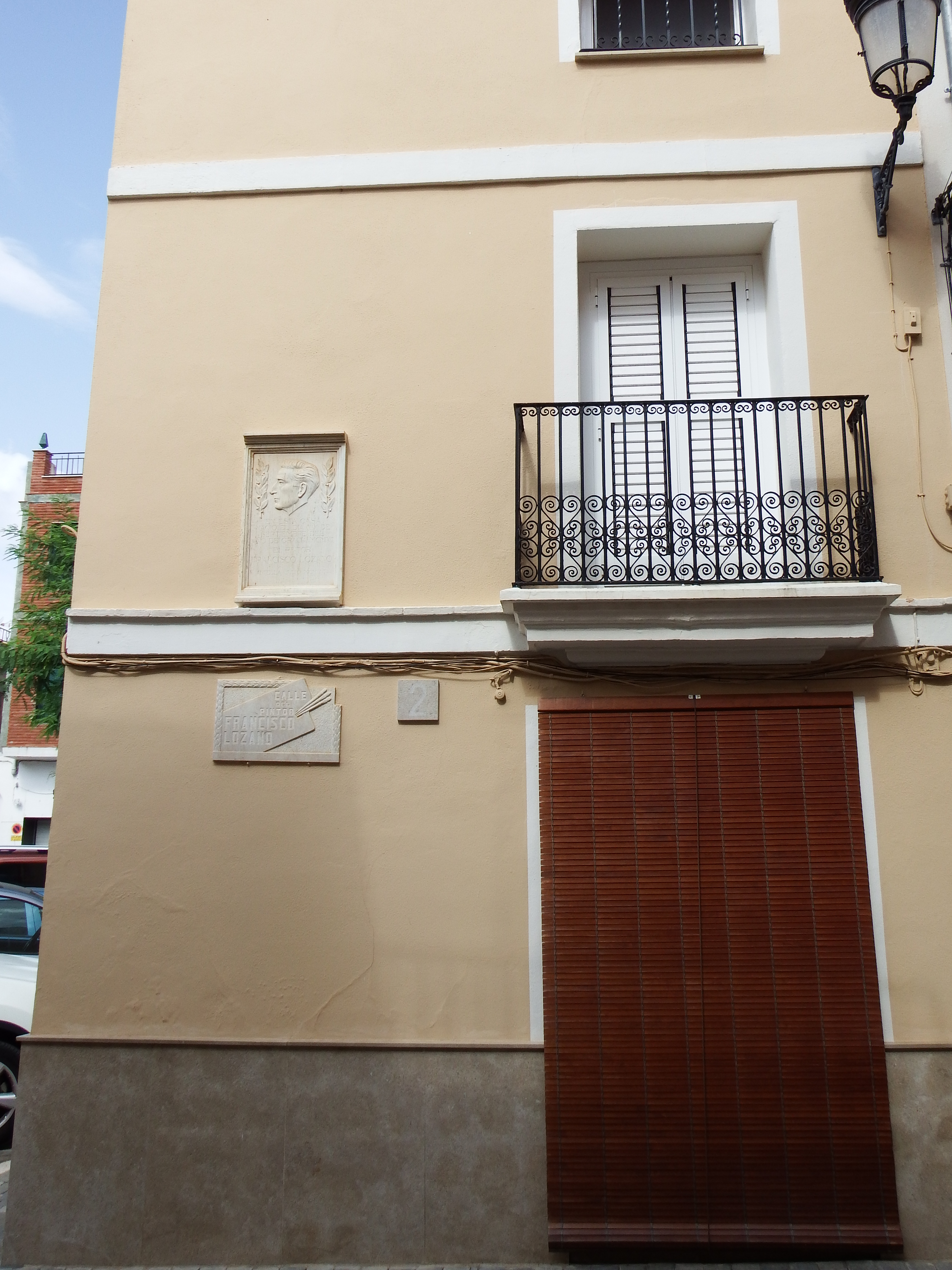
Casa natal, a Antella

Francesc Lozano i Sanchis (Antella, 19 de setembre de 1912 - València, 29 de maig de 2000) va ser un pintor, professor i acadèmic valencià, que va destacar com aquarel·lista i paisatgista.
Va interessar-se des de jove per la pintura; amb setze anys va ingressar a l'escola superior de la Reial Acadèmia de Belles Arts de Sant Carles de València. Quatre anys més tard va continuar la seva formació, becat, al Col·legi Major Sant Joan de Ribera i el curs següent, va obtenir una altra beca que li va permetre formar-se i establir-se a la Residència de Pintors de l'Alhambra, en el llavors palau de los Infantes —després parador de San Francisco. Aquesta formació li va permetre, després de la Guerra Civil i, especialment, a la dècada de 1941 a 1951, donar-se a conèixer com a pintor dins els pocs cercles artístics de l'Espanya de la postguerra, sobretot a Madrid, on fou acollit per Eugeni d'Ors que l'ajudà a exposar a la Galeria Estilo de la ciutat. D'Ors va ser decisiu en que Lozano pugues relacionar-se amb altres artistes i intel·lectuals, més o menys consolidats, de diferents àmbits, condició i pensament; Luis Rosers, Dionisio Ridruejo, José Luis López Aranguren, Pedro Laín Entralgo i Juana Mordó van influir en la seva obra i en la progressió del seu treball. Provinent del Mediterrani que sempre va ser el motiu central de la seva obra, marcat en els seus inicis pel «sorollisme», no tant per Joaquim Sorolla (a qui el 1954 va dedicar un homenatge a una exposició única a la sala Benimar de València), sinó per aquells que, al seu entendre, es van decantar amb «fulgències i cridòries lumíniques», va ser crític i va tractar de fer una pintura d'«un rigor quaresmal», dins la convicció que era necessària la «essencialització» de l'obra davant la «inevitable fúria del color» de la natura a que s'enfrontava. Sintetitzar, ordenar, ser auster a l'expressió pictòrica: així va aconseguir el que s'ha anomenat 'un altre paisatge [del Mediterrani]' i 'un altre sentit'.
Va ser el 1952, en tornar de París on va romandre un any becat pel govern francès, quan el seu perfil com a artista va quedar del tot definit en guanyar el primer premi de l'Exposició Nacional de Belles Arts. Dos anys abans, el Círculo de Bellas Artes de Madrid li havia atorgat el seu reconeixement, i s'havien succeït a València, Alacant i el mateix Madrid, nombroses exposicions. Amb el premi nacional, va anar aquest mateix any, amb èxit, a la Biennal de Venècia. A partir de llavors, les estades a la costa valenciana per treballar les hagué de simultaniejar amb el treball com a catedràtic de la Reial Acadèmia de Sant Carlos (1955-1977), les seves exposicions arran d'Espanya i, especialment, a Amèrica del Sud, on al costat de Juan Bautista Porcar i Salvador Rodríguez-Bronchú va introduir la pintura valenciana de la segona dècada del segle xx. També va començar a exposar arreu de l'Europa mediterrània i els Estats Units (Nova York, Sant Luis, Sant Diego, ...); i poc després a Alemanya i el Regne Unit. La seva obra es troba a museus i col·leccions públiques i privades de tot el món.
Entre moltes d'altres institucions, va ser soci d'honor del Círculo de Bellas Artes (1952), acadèmic de número de la Reial Acadèmia de Belles Arts de San Fernando (1976), de la Reial Acadèmia de Belles Arts de Sant Carles i de la Real Acadèmia de Cultura Valenciana (1991), a més a més de membre del Consell Valencià de Cultura (1986) i doctor honoris causa per la Universitat Politècnica de València (1994). El 1993 es va celebrar a València l'exposició més completa de la seva obra sota el títol «Lozano. La invención de un Paisaje», organitzada per l'Institut Valencià d'Art Modern (IVAM). Al llarg de la seva vida va rebre nombroses distincions i reconeixements.